# Річкові монітори типу «Каско»

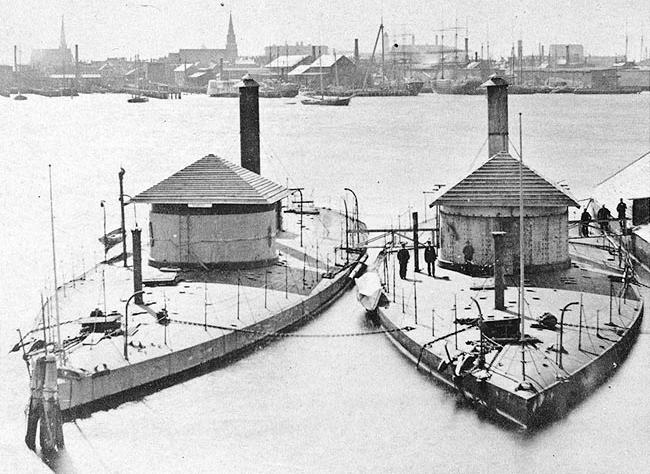
Два монітори типу "Каско" на верфі у Бостоні

Монітори типу «Каско» (Casco-class monitor) - особливий тип  моніторів  з невеликою осадкою, побудовані для ВМС США під час  Громадянської війни у США. Найбільший та найамбіційніший проект побудови броненосців під час війни, постраждав через бюрократичне втручання. Двадцять кораблів цього типу були побудовані ціною значних витрат, проте виявились непридатними для плавання, спричинивши гучний публічний скандал.  

## Історія
Після успіху першого монітору ВМС США, USS  Monitor, у запобіганні прориву блокади броненосцем  Конфедерації CSS Virginia у Гемптон-Роудс, флот захопився концепцією монітора (на противагу більшим батарейним броненосцям ) і замовив ряд нових типів моніторів, одним з яких був тип «Каско»  Ці унікальні "кораблі з малою осадкою", розробили спеціально для дій на мілководних річках та затоках на території Конфедерації.
Вимоги до моніторів типу "Каско" початково передбачав корабель з дуже невеликою осадкою, не більше 6 футів (приблизно 180 сантиметрів), та низьким надводним бортом аби зменшити площу ураження для ворожих гармат. За проектом нового типу моніторів ВМС знову вернулися  до Джона Ерікссона, конструктора «Монітора». 

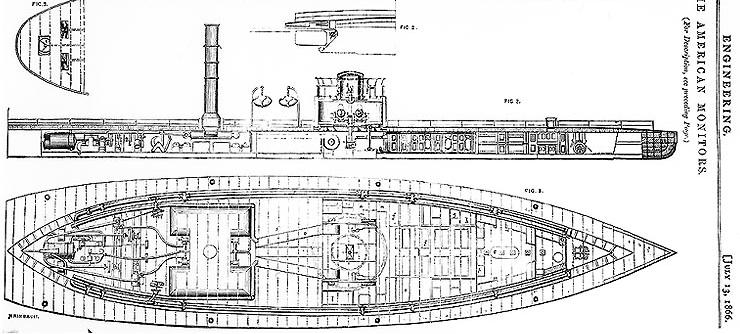
Схема USS Nausett, що показує великий дерев'яний "пліт", який оточує металевий корпус

Ерікссон запропонував проект 69 метрового корабля з єдиною баштою з двома 11 дюймовими (280 міліметровими) гарматами, броньованою верхньою палубою. У рух його приводили сдвоєні гвинти. які забезпечували швидкість до 8 вузлів.   Навколо корпусу корабля споруджувався великий дерев'яний "пліт", який покращував його плавучість. Конструктор вважав, що за таким проектом корабель можна було б побудувати за 40 днів.

### «Офіс моніторів»
Приблизно у той же час ВМС створили «офіс моніторів» для централізації нагляду за реалізацією програми будівництва моніторів.  centralize oversight of the new monitor program. Новий офіс, розташований неподалік від конструкторського бюро Еріксона, номінально очолив контр-адмірал Френсіс Грегорі (Francis H. Gregory), проте фактично ним керував головний інженер   Албан Стімерс (Alban C. Stimers), який отримав повноваження визначати конструкцію та вимоги до кораблів. Стімерс, який був амбітною людиною, прагнув визнання за внесок у конструкцію нових моніторів, і часто відвідував бюро Еріксона для внесення змін до характеристик кораблів.
Проте найбільша зміна конструкції надійшла не безпосередньо від Стімерса, а від адмірала Джозефа Сміта, начальника Бюро верфей і доків у Вашингтоні, який запропонував оточити овальний корпус судна великими залізними цистернами, які могли заповнюватись водою, щоб опустити борт корабля ще більше, аби бою становити ще меншу ціль. Для забезпечення нормального нормального руху воду з них зливали.Стімерсу сподобалася ідея і він наказав внести відповідні зміни. Втім, коли Еріксон побачив нову схему корабля, він відмовився від проекту. Нова схема значно збільшила складність конструкції, потребувала складних насосних механізмів, а додана вага також зменшувала швидкість і плавучість. 

### Додаткові зміни конструкції
У лютому 1863 р. Офіс моніторингу запропонував контракти для двадцяти нових моніторів класу Casco, незважаючи на те, що оригінальний архітектор, Ericsson, не схвалив новий дизайн. Переможцями стали видатні фірми, такі як Reaney, Son & Archbold у Честері, штат Пенсільванія, Wilcox & Whitney у Camden, Harlan & Hollingsworth у Вілмінгтоні, Делавер та Merrick & Sons of Philadelphia (останній з яких підписав контракт з Вільям Крампом). Також було укладено контракт з кількома невеликими фірмами. Витрати оцінювалися на 395 000 доларів на корабель, або приблизно 8 мільйонів доларів на весь проект. Деякі верфі, такі як Крамп, були змушені суттєво модернізувати свої заводи для виробництва нових кораблів. 

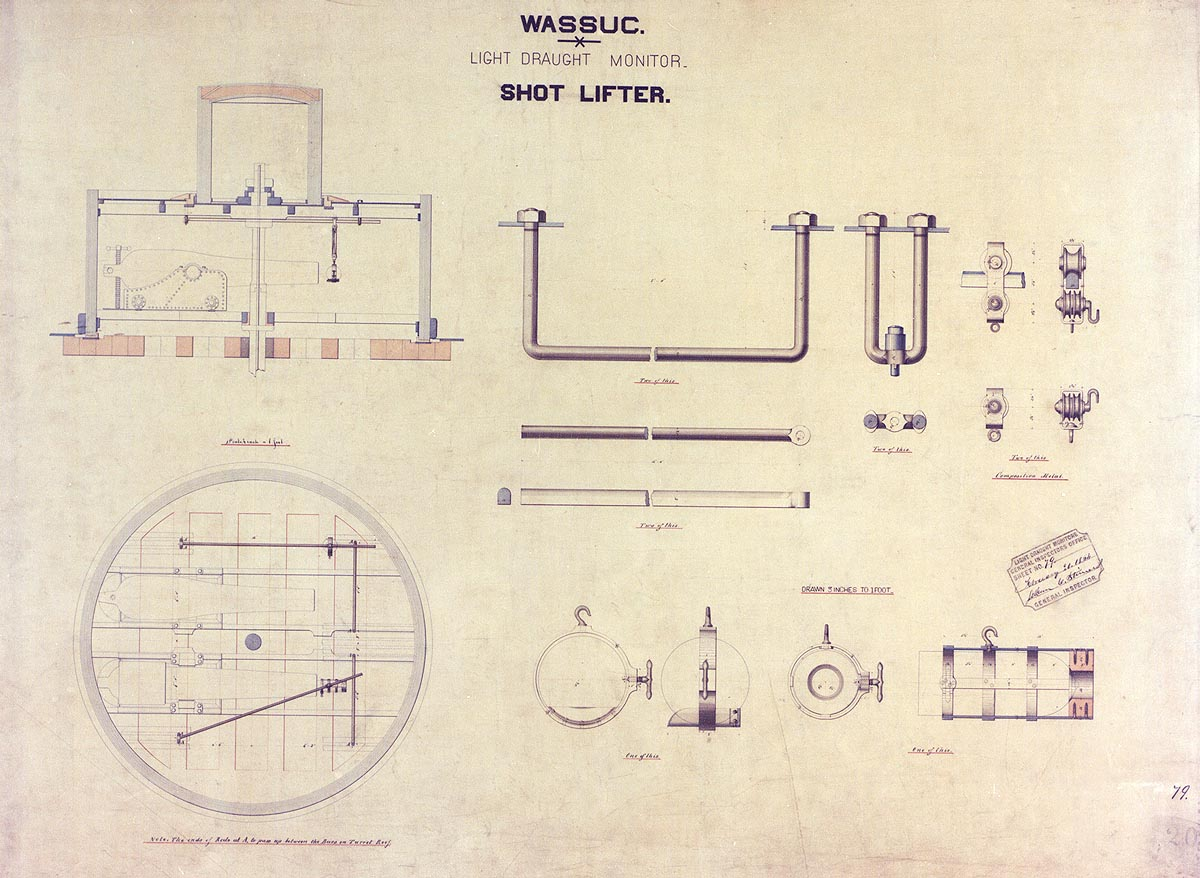
Детальний малюнок Стімерса для одного з моніторів типу Каско

До кінця 1863 року часті зміни конструкції викликали серйозні проблеми для підрядників. Стімерс і його команда з тридцяти креслярів у Офісі моніторів продовжували подавати зміни, навіть коли кораблі вже знаходилися на стадії виробництва, що призводило до тривалих затримок. Одна верф у Бостоні отримала у цілому 83 малюнки і 120 листів пояснення від Стімерса, а опис вимог до проекту зріс до 92 сторінок дрібного шрифту.  Остаточна конструкція передбачала в цілому тринадцять допоміжних двигунів і насосів на корабель, заміну вичурними бронзовими деталями чавунних і складну систему труб для зливу та наповнення водних цистерн. Додатковий вага для корабля, надводний борт з самого початку становив лише 15 дюймів  (380 міліметрів), поставила під сумнів здатність кораблів виходити у море. 

### Скандал і розслідування
Навесні 1864 р. Перший з  представників типу, «Каско», був готовий до своїх перших випробувань. У морі хвилі перекочувались через палубу, а корма залишилися повністю зануреними на три-чотири дюйми.  Випробування другого корабля,«Тунксиса», стало остаточним доказом провалу проекту, оскільки хвилі також заливали  палубу, а корабель здатний був розвинути швидкість лише у 3½ вузла на відміну від початкової вимоги восьми. Більш того, випробування проводилися за полегшених умов, без необхідних для бойових дій запасів  вугілля та боєприпасів. Кораблі були не-морехідні і практично не могли використовуватись у бою.    .  
На той час двадцять моніторів, що знаходяться на різних етапах добудови, коштували по півмільйона доларів кожен. На тлі публічного скандалу ВМС провело розслідування. Стімерс був визнаний винним і знятий зі своєї посади, і військово-морський флот призначив на своєму місці досвідчених адміністраторів. Монітори були перероблені та переобладнані для того, щоб поліпшити плавучість, але мало хто з них встиг взяти участь у бойових діях до закінчення війни. При цьому у частини моніторів довелося зняти гарматну башту і вони використовувались як озброєні жердинними мінами міноносці. Навіть ті монітори, які увійшли до складу флоту,  були виведені з експлуатації і поміщені у резерв за кілька місяців, тоді як більшість навіть не були прийняті ВМС. Протягом декількох років усі кораблі типу «Каско» були утилізовані. 